# Heimat 3 – Chronik einer Zeitenwende
Heimat 3 – Chronik einer Zeitenwende ist der dritte Teil der Heimat-Trilogie des Regisseurs Edgar Reitz. Der Film wurde 2002/2003 gedreht und besteht aus sechs Teilen mit jeweils 100 bis 133 Minuten Lauflänge.

## Handlung
Dieser Teil der Trilogie spielt erneut hauptsächlich im Hunsrück und führt die Personen aus Heimat und Heimat 2 wieder zusammen. Ausgangspunkt ist der Fall der Berliner Mauer 1989 und das Wiedertreffen Hermann Simons mit seiner Jugendliebe Clarissa. Die Entscheidung der beiden, sich gemeinsam im Hunsrück niederzulassen, bildet den Kern verschiedener Erzählstränge vor dem Hintergrund gesellschaftlicher Entwicklungen in den 1990er Jahren. Der Erzählbogen schließt mit dem Jahr 1999 und der Jahrtausendwende.

## Drehorte
Hauptschauplatz ist das sogenannte Günderrodehaus in Oberwesel, das allerdings Karoline von Günderrode nie bewohnt hat (Lage).
In Berlin wurde unter anderem in der Gneiststraße (Juni 2002) gedreht.

## Hintergründe
Die deutsche Erstausstrahlung in sechs Folgen wurde vom 15. bis 29. Dezember 2004 im Ersten gesendet. Dafür wurden die Folgen leicht bis stark (40 Minuten in Folge 4) jeweils auf 90 Minuten gekürzt. In anderen Ländern, beispielsweise in den Niederlanden und Großbritannien, lief die ungekürzte Fassung, die auch in einigen deutschen Kinos gezeigt wurde und auf DVD erschienen ist.

## Die Episoden
- 1: Das glücklichste Volk der Welt (1989), 106 Min.
- 2: Die Weltmeister (1990), 100 Min.
- 3: Die Russen kommen (1992–1993), 125 Min.
- 4: Allen geht’s gut (1995), 132 Min.
- 5: Die Erben (1997), 103 Min.
- 6: Abschied von Schabbach (1999–2000), 105 Min.

## Auszeichnungen
- Im Jahr 2005 wurde der Film für einen Adolf-Grimme-Preis nominiert.